# Rafael Osío Cabrices
Rafael Osío Cabrices (Caracas, Venezuela, 11 de julio de 1973) es un periodista y escritor venezolano. Graduado en la Universidad Católica Andrés Bello, ha sido profesor de crónica, periodista en El Nacional, y jefe de redacción de las revistas Primicia y El Librero. Desde febrero de 2019 es redactor en jefe de Caracas Chronicles y de Cinco8.

## Obra
- Venezuela: Memorias de un futuro perdido (Catarata, 2024)
- Apuntes bajo el aguacero: cien crónicas empantanadas (La Hoja del Norte, 2013)
- La vida sigue (2008)
- El horizonte encendido: viaje por la crisis de la democracia latinoamericana (Debate, 2006)
- Salitre en el corazón: la vida cotidiana en la Cuba del siglo XXI (Debate, 2003).